# Rocky Mountain Christmas
Rocky Mountain Christmas är ett julalbum från 1975 av John Denver, utgivet på skivmärket RCA. Det är hans första julalbum.

## Låtlista

### Sida 1
1. "Aspenglow"
2. "The Christmas Song (Chestnuts Roasting on an Open Fire)"
3. "Rudolph the Red-Nosed Reindeer"
4. "Silver Bells"
5. "Please, Daddy (Don’t Get Drunk This Christmas)"
6. "Christmas for Cowboys"

### Sida 2
1. "Away in a Manger"
2. "What Child Is This"
3. "Coventry Carol"
4. "Oh Holy Night" ("Cantique de noël")
5. "Silent Night, Holy Night" ("Stille Nacht, heilige nacht")
6. "A Baby Just Like You"

En CD-utgåva innehåller två bonusspår: "Jingle Bells" (från John Denver album Whose Garden Was This? från 1970) och "White Christmas" (från 1975 års albumsession).

## Medverkande
- John Denver - sång, 6- och 12-strängad gitarr
- Dick Kniss - bas
- Lee Holdridge - piano, celesta, cembalo och spikpiano
- Steve Weisberg - gitarr
- John Sommers - gitarr, mandolin
- Hal Blaine - trummor, slagverk
- Herb Lovelle - trummor
- George Marge - Engelskt horn, oboe
- Harvey Estrin - flöjt
- Sid Sharp - fiol
- William Kurasch - fiol
- Samuel Boghossian - viola
- Jesse Erhlich - cello
- Pearl Kaufman - piano och cembalo
- Chuck Collazzi - gitarr